# Topvolley Antwerpen
Il Topvolley Antwerpen è una società pallavolistica belga, con sede nella città di Anversa, militante nella massima divisione del campionato belga, la Volleyliga.

## Storia
Il Topvolley Antwerpen viene fondato nel 1995, col nome di Volleyball Club Zorgvliet, in seguito alla fusione tra il First Antwerp Volley Team ed il Volleyball Club Zorgvliet Hoboken. Dopo due anni il club raggiunge la massima serie belga, restandovi per sei stagioni, prima di retrocedere nel 2003; nel corso di questi sei anni spiccano le partecipazioni alle coppe europee, col debutto assoluto nella Coppa CEV 2000-01 e la finale nella Coppa del Belgio 2001-02.
In seguito alla retrocessione il club cambia denominazione in Topvolley Antwerpen e gioca nel campionato cadetto per cinque stagioni, ottenendo il ritorno nella massima serie nel 2008. Seguono risultati alterni, sia in ambito nazionale che internazionale, suggellati dal terzo posto nella stagione 2011-12 e dalle diverse uscite di scena ai primi turni nelle competizioni europee; nel 2011 la società si fonde con un altro club, il neo promosso VBC Scheld-Natie Kapellen, accorpandolo nel proprio assetto societario. Nella stagione 2013-14 il club vince il primo trofeo della propria storia, la Coppa del Belgio e raggiunge per la prima volta la finale scudetto, uscendo però sconfitto. Grazie a questi risultati nella stagione seguente può così debuttare in Champions League.

## Rosa 2013-2014
| N° | Nome                 | Ruolo | Data di nascita  | Nazionalità sportiva |
| -- | -------------------- | ----- | ---------------- | -------------------- |
| -  | Kris Tanghe          | All   | 6 gennaio 1973   | Belgio               |
| 2  | Robin De Bont        | L     | 29 aprile 1990   | Belgio               |
| 3  | Yannick van Harskamp | P     | 2 aprile 1986    | Paesi Bassi          |
| 4  | Dries Heyrman        | C     | 30 gennaio 1991  | Belgio               |
| 5  | Reinis Pekmanis      | S/O   | 6 giugno 1993    | Lettonia             |
| 7  | Tom van Walle        | S/O   | 7 agosto 1987    | Belgio               |
| 8  | Balázs Bagics        | S     | 23 maggio 1988   | Ungheria             |
| 9  | Bas van Bemmelen     | C     | 18 agosto 1989   | Paesi Bassi          |
| 10 | Gijs Jorna           | L     | 30 maggio 1989   | Paesi Bassi          |
| 11 | Thomas Koelewijn     | C     | 18 dicembre 1988 | Paesi Bassi          |
| 12 | Mads Ditlevsen       | S     | 13 giugno 1984   | Danimarca            |
| 13 | Sander Depovere      | P     | 8 gennaio 1995   | Belgio               |
| 17 | Seppe Baetens        | S     | 13 febbraio 1989 | Belgio               |
| 18 | Martijn Colson       | C     | 8 aprile 1994    | Belgio               |

## Palmarès
- Coppa del Belgio: 1

2013-14